# Jednovidové optické vlákno
Jednovidové optické vlákno (anglicky Single-mode optical fiber, SMF, SM) je v informatice typ optického vlákna, který je používán pro přenos dat na větší vzdálenosti (mezi městy, státy, kontinenty). Obecně našla optická vlákna uplatnění v telekomunikacích a pro vysokorychlostní přenosy v Internetu. Na kratší vzdálenosti se používají levnější vícevidová nebo gradientní optická vlákna.

## Obecně
Jednovidová vlákna vykazují nejlepší parametry optické přenosové cesty. Mají nejmenší průměr jádra, do 10 mikrometrů. Takto malé jádro má za následek velký úhel odrazu ve vlákně, to vede k menšímu prodloužení dráhy paprsku. Nemůže být použito u geometrických optik. Místo toho musí být analyzováno jako elektromagnetická struktura (podle rozhodnutí Maxwellovy rovnice = elektromagnetická vlnová rovnice). Elektromagnetické analýzy mohou být také vyžadovány k porozumění chování, například když se vyskytne tečka při koherentním světle šířeném v mnohovidovém vláknu. Jako optický vlnovod vlákno podporuje jeden nebo více omezených příčných vidů, které se šíří vláknem. Vlákno podporující pouze jeden vid je nazýváno single-mode (= jednovidový režim kmitů), vlákno podporující více vidů se nazývá multi-mode (vícevidový režim kmitů). Chování většího jádra vícevidového režimu může být také použito u vlnové rovnice, jež ukazuje, která vlákna podporují více než jeden typ šíření. Výsledek takového jednání vícevidového vlákna přibližně souhlasí s geometrickou optikou pouze v tom případě, že jádro vlákna je dostatečně velké, aby podpořilo patřičné množství vidů.
Analýza vlnovodů ukazuje, že světelná energie ve vlákně není úplně uzavřená v jádře. Místo toho, hlavně u jednovidového vlákna, je výrazný podíl energie i v obalu okolo jádra (je to například i u tlumených vln).
Nejběžnější typ jednovidových vláken má průměr jádra 8–10 mikrometrů a je navrhován hlavně pro užití v průmyslu, kde se používá infračervené světlo. Vidová struktura závisí na vlnové délce použitého světla. Pro srovnání – mnohovidové vlákno se vyrábí s průměrem jádra asi 50 mikrometrů až stovky mikrometrů. Normalizovaný kmitočet V pro toto vlákno by měl být menší než nula Bessels function=Jnula (přibližně 2,405).

Jednovidové vlákno – struktura
1. Core (jádro) 8 µm
2. Cladding (plášť) 125 µm
3. Buffer (ochranná vrstva) 250 µm
4. Jacket (obal) 400 µm

Základními parametry SM vláken jsou: optický útlum, chromatické disperze, polarizační vidová disperze, průměr vidového pole a geometrické parametry (důležité pro spojování vláken).

## Vidy
- vidy optických vláken jsou velmi náchylné na ohyby
- dochází při tom k disperzi (rozptylu)
  - vidová disperze – různé vidy mají různé rychlosti šíření signálu vláknem
  - chromatická disperze – spektrální složky téhož vidu se šíří různou rychlostí
- vidová disperze má větší hodnotu než disperze chromatická

## Vlastnosti jednovidového vlákna
- velký význam v páteřních sítích, kde jsou použita pro přenos signálu a pro nasazení systémů s vlnovým multiplexem DWDM
- vykazují nejlepší parametry optické přenosové cesty
- používají se především v telekomunikacích, kde díky svým vlastnostem odstraňují vidové disperze
- vedou pouze jeden jediný paprsek
- nejčastěji se řídí standardizovaným doporučením ITU-T G.652[1]
- nevyskytuje se u nich vidová disperze, pouze chromatická a polarizační vidová disperze
- v jednovidovém vlákně se mohou vyskytnout dvě různé polarizace vidu, a to vede na polarizační vidovou disperzi (PMD - Polarisation Mode Dispersion) – vyvolává mezisymbolovou interferenci a je těžce odstranitelná
- lze dosáhnout nejvyšších přenosových rychlostí (v současnosti až 26 Tbit/s) na vzdálenosti do 50 km
- pro své buzení vyžadují laserové diody
- vyrábí se z homogenní skloviny

## Jednovidový přenos
- zmenšováním rozdílu optických vlastností dvou prostředí, na jejichž rozhraní dochází k odrazům
- zmenšováním průměru jádra optického vlákna (malé jádro má za následek velký úhel odrazu ve vlákně, což vede k menšímu prodloužení dráhy paprsku)

## Technické parametry
- průměr vidového pole na 1310 nm = (8,6 – 9,5) µm ± 0,9 µm
- průměr pláště = 125 µm ± 2,0 µm
- nekruhovost pláště = max. 2,0 %
- odchylka středu vidového pole od středu pláště vlákna = max. 1,0 µm
- index lomu (ve spektrální oblasti 1300 nm – 1600 nm) = 1,46 – 1,49
- rozdíl hodnoty indexu lomu v jádře a v plášti = řádově 0,01

Skoková změna indexu lomu:
Měrný útlum:
- 0,35 dB/km při vlnové délce 1300 nm
- 0,2 dB/km pro l = 1550 nm

šířka pásma: při l = 1300 nm je mnohem větší než 100 GHz.km

## Další parametry
Samotné jednovidové vlákno je výrazně levnější než vlákno mnohovidové. Výhoda mnohovidových vláken je pouze ve snazším navázáním optického výkonu do vlákna.